# TV POLAR
TV POLAR je největší soukromá televizní společnost v Moravskoslezském kraji. V pozemním vysílání je dostupná v multiplexu 24, dále také prostřednictvím kabelové televize a na internetu. Zabývá se tvorbou reklamních, instruktážních, výukových, dokumentárních a dalších typů videopořadů.
Štáby TV POLAR denně přinášejí reportáže z měst a obcí Moravskoslezského kraje. Vysílají je k lidem prostřednictvím televizního vysílání, portálu polar.cz a sociálních sítí.

## Televize
Televize své celodenní vysílání zahájila 5. března 2012. V minulosti Polar vysílal regionální zpravodajství na kanálech Prima a Nova.
Obsahem vysílaných pořadů je zpravodajství, publicistika, tematické magazíny, živé přenosy a zábava.
Nejsledovanějším pořadem televize jsou REGIONÁLNÍ ZPRÁVY POLAR. 

## Sledovanost
Denní sledovanost televize v rámci Moravskoslezského kraje dle Mediaresearch činí 9 %, tedy 87 600 obyvatel. Několikrát týdně pak POLAR sleduje asi 40 % obyvatel kraje, tj. 381 854 diváků. Pokrytí televize je 1,2 mil. obyvatel.